# Lijst van dialecten van de wereld - S
Deze lijst van dialecten is zeker niet compleet en de aanduiding 'dialect' zal voor diverse van de genoemde variëteiten zeker omstreden zijn. De lijst bevat in principe alleen variëteiten die nauwelijks standaardisatie hebben ondergaan. Ze zijn geordend onder een kop die ofwel redelijk adequaat de genoemde subvariëteiten omvat, ofwel de naam is van de standaardtaal die door de dialectsprekers als lingua franca wordt gehanteerd.
Zie voor achtergronden over de schakeringen van de taal-dialectrelatie de lemma's variëteit (taalkunde), taal, dialect, streektaal, standaardtaal, dialectcontinuüm, taalfamilie.

## Sa
Lolotavola - Ninebulo - Ponorwal

## Sa'a
Uki Ni Masi - Ulawa

## Saisiyat
Taai - Tungho

## Sajau Basap
Punaans Basap - Punaans Batu 2 - Punaans Sajau

## Sakao
Livara

## Salar
Jiezi - Mengda

## Saliba
Logeya - Saliba

## San Blas Kuna
Bayano - Chuana - Cueva

## Sangil
Mindanao - Sarangani

## Sangir
Centraal Tabukang - Kandar - Manganitu - Noord-Tabukang - Siau - Tagulandang - Tamako - Taruna - Zuid-Tabukang

## Santa Cruz
Londai - Lvova - Mbanua - Ndeni - Nea - Nooli - Te Motu

## Santali
Kamari-Santali - Karmali - Lohari-Santali - Mahali - Manjhi - Paharia

## Saparua
Iha-Saparua - Iha-Seram - Kulur - Siri-Sori

## Saposa
Saposa - Taiof

## Saramaccaans
Matawari

## Sarangani Manobo
Gouverneur-Generoso Manobo

## Sarudu
Kulu - Nunu'

## Sasak
Kuto-Kute - Meno-Mene - Mriak-Mriku - Ngeno-Ngene - Ngeto-Ngete

## Sauria Paharia
Godda - Hiranpur - Litipara - Sahibganj

## Savoenees
Liae - Mesara - Raijua - Seba - Timu

## Sawai
Kobe - Sawai - Weda

## Saya
Sigidi - Zaar

## Sea Island-Creools Engels
Georgia - Noordoost-Florida-Kust - South Carolina

## Sebob Kenyah
Bah Malei - Lirong - Long Atun - Long Ekang - Long Luyang - Long Pokun - Tinjar Sibop

## Sedang
Centraal Sedang - Dak Sut Sedang - Groot Sedang - Kon Hring Sedang - Kotua Sedang

## Segai
Kelai - Segah

## Seit-Kaitetu
Kaitetu - Seit

## Seko Padang
Hono' - Lodang

## Selaru
Kandar

## Seluwasaans
Makatiaans - Seluwasiaans

## Semai
Betau - Bidor - Bil - Cameron - Jelai - Lipis - Orang Tanjong of Ulu Langat - Perak I - Perak II - Sunkai - Telom - Ulu Kampar

## Semandang
Beginci - Bihak - Gerai - Semandang

## Sened
Sened - Tmagourt

## Severn Ojibwa
Severn Rivier Ojibwa - Winisk Rivier Ojibwa

## Sewa-Baai
Bwakera - Centraal Sewa-Baai - Darubia - Maiabare - Miadeba - Sewataitai - Sibonai

## Sheko
Bulla - Dorsha

## Shor
Kondoma - Mrassa

## Siang
Murung 2 - Siang

## Sibu-Melanau
Banyok - Seduan

## Sie
Potnariven - Sie - Yoku

## Sika
Sara Krowe - Sikka Natar - Tana Ai

## Sikule
Lekon - Tapah

## Simeku
Koopei - Mainoki

## Sinaugoro
Alepa - Babagarupu - Balawaia - Boku - Buaga - Ikega - Ikolu - Kubuli - Kwaibida - Kwaibo - Omene - Oruone - Saroa - Taboro - Tubulamo - Vora - Wiga

## Siraya
Lamai - Makatao - Pangsoia-Dolatok - Siraya - Taivoaans

## Siwai
Baitsi

## Skepi-Creools Nederlands
Essequibo

## Sô
Chali - Kaleu - So Slouy - So Phong - So Trong

## Soddo Gurage
Gogot - Soddo

## Sundanees
Banten - Bogor - Cirebon - Pringaans

## Sokoro
Bedanga - Sokoro

## Solos
Solos

## Somalisch
Af-Ashraaf - Benaadir - Noordelijk Somalisch

## Sonsorolees
Pulo Anna - Sonsorolees

## Soqotri
`Abd Al-Kuri - Centraal Soqotri - Noordelijk Soqotri - Westelijk Soqotri - Zuidelijk Soqotri

## Sori-Harengaans
Harengaans - Sori

## Spaans
Amerikaans Spaans - Andalusisch - Canarisch Spaans - Castiliaans - Centraal-Amerikaans Spaans - Colombiaans Spaans - Cubaans Spaans - Mexicaans Spaans - Murciaans - Navarrees Spaans - Río de la Plata-Spaans - Venezolaans Spaans

## Straat Torres-Creools
Ap-Ne-Ap - Modern Langus

## Suau
Bona Bona - Bonarua - Dahuni - Daui - Leileiafa - Sinaki - Suau

## Sudest
Griffin Punt - Jelewaga - Oostelijk Punt - Rambuso

## Sula
Facei - Fagudu - Falahu

## Surigaonon
Cantilaans - Jaun-Jaun - Naturalis - Surigaonon

## Suwawa
Bunda

## Swampy-Cree
Oostelijk Swampy-Cree - Westelijk Swampy-Cree

## Syriac
Oostelijk Syriac - Westelijk Syriac
A · B · C · D · E · F · G · H · I · J · K · L · M · N · O · P · Q · R · S · T · U · V · W · Y · Z